# Стрела-3 (противоракетный комплекс)
«Стрела-3» (ивр. חץ 3‎ или «Хец-3») — заатмосферная гиперзвуковая противоракета, совместно финансируемая, разработанная и производимая Израилем и Соединенными Штатами Америки. Проект создали компании Israel Aerospace Industries (IAI) и Boeing. Он курируется администрацией «Хома» (ивр. חומה‎) Министерства обороны Израиля и Агентство по противоракетной обороне США. Стрела-3 обеспечивает внеатмосферный перехват баллистических ракет (на космическом участке их траектории), в том числе межконтинентальных баллистических ракет (МБР), несущих ядерные, химические, биологические или обычные боеголовки. Благодаря возможности отклонения двигателя его боевая машина может резко менять направление, позволяя ей поворачиваться, чтобы увидеть приближающиеся спутники. Заявленная дальность полета ракеты составляет до 2400 км.
По словам председателя Израильского космического агентства, Стрела-3 может служить противоспутниковым оружием, которое сделает Израиль одной из немногих стран в мире, способных уничтожать орбитальные спутники.

## Создание
В начале 2012 года журнал Aviation Week & Space Technology сообщил о подписании израильской государственной компанией Israel Aircraft Industries и американским концерном Боинг соглашения о сотрудничестве в проекте «Хец-3». В отличие от предыдущих версий противоракет, где использовалась неконтактная боеголовка, в «Хец-3» будет использоваться боеголовка кинетического поражения. Противоракета будет оснащена ракетным двигателем с отклоняемым вектором тяги. Новая противоракета предназначается для перехвата за пределами атмосферы баллистических ракет с дальностью от 1000 до 5000 км, подобных иранским ракетам «Шахаб-3» и «Саджил». наравне с баллистическими ракетами средней дальности от 5500 до 8500 км.
Финансирование проекта по созданию «Хец-3», реализация которого началась в 2009 году, осуществляется совместно правительством Израиля и американским Агентством по противоракетной обороне. Ожидалось, что новая система поступит на вооружение в 2016 или 2017 году.
В состав комплекса «Хец-3» планируется включить усовершенствованную РЛС Super Green Pine или Great Pine с активной фазированной решеткой, способную обнаруживать цели на дальности до 900 километров. Кроме того, «Хец-3» будет сопряжён с РЛС AN/TPY-2, работающей в X-диапазоне (размещена на юге Израиля).
В перспективе «Хец-3» рассматривается как один из пяти компонентов (англ. tier) в многослойной системе ПРО Израиля. Помимо неё в состав перспективной ПРО также войдут комплексы «Железный купол», «Хец-2» и «Шарвит ксамим», а также система «Железный луч» для противодействия ракетам, артиллерийским и миномётным снарядам на расстояниях менее нижнего предела «Железного купола», то есть до 7 км.

## Испытания
В июле 2011 года сообщалось об успешном проведении первых испытаний противоракеты системы «Хец-3». Следующие испытания были проведены в феврале 2013 года.
По сообщению пресс-службы Министерства обороны, 3 января 2014 года на полигоне «Пальмахим» состоялись очередные испытания «Хец-3»; все системы работали в штатном режиме.
9 сентября 2014 года Министерство обороны Израиля сообщило о проведении испытаний усовершенствованной системы ПРО «Хец-2». Из ведомства передали, что целью испытаний, проведенных при содействии Пентагона, была проверка эффективности новой версии системы перед будущей потенциальной угрозой.
10 декабря 2015 года Министерство обороны Израиля заявило об успешном завершении испытаний системы ПРО «Хец-3». Тестовая мишень была сбита над Средиземным морем
19 февраля 2018 года в 02:30 по израильскому времени на военном полигоне «Пальмахим» в Израиле состоялось запланированное ещё на январь (запуск ракеты был отменен 10 января из-за проблемы, связанной с передачей данных) испытание ракеты «Хец-3». По сообщению Минобороны Израиля, испытания прошли успешно: ракета ушла по заданной траектории и поразила «условную цель».
В период с 18 по 28 июля 2019 года Израиль совместно с США успешно провели три секретных испытания «Хец-3». Испытания проходили на стартовом комплексе Pacific Spaceport Complex — Alaska на острове Кадьяк (Аляска).

## Экспорт
- Азербайджан — рассматривал возможность приобретения системы во время напряжённости в отношениях с Ираном в 2021 году[16].
- Германия — приобретает систему в рамках Европейской инициативы «Небесный щит» для защиты от российских ракет[17]. Соглашение было одобрено Бундестагом в июне 2023 года, и ожидается, что системы будут введены в эксплуатацию к 2025 году[18][19]. Сделка получила одобрение США в августе 2023 года[20]. Министерство обороны Израиля заявило, что сделка стоимостью 3,5 миллиарда долларов является крупнейшей оборонной покупкой в истории Израиля[21].

## Боевое применение
По сообщению ряда СМИ, во время отражения ударов Ирана по Израилю (2024), Израиль впервые в истории смог сбить ракету, когда она находилась в космосе.